# Brice Samba
Brice Lauriche Samba (* 25. dubna 1994 Linzolo) je francouzský profesionální fotbalový brankář konžského původu, který chytá za francouzský klub RC Lens, jehož je kapitánem, a za francouzský národní tým.

## Klubová kariéra

### Le Havre
Samba přišel do akademie Le Havre v roce 2006 a v roce 2011 se poprvé objevil v prvním týmu. Během dvou sezón v klubu odchytal jen dvě utkání v Coupe de France a na konci roku 2012 požádal klub o přestup.

### Olympique Marseille
Dne 4. ledna 2013 Samba přestoupil z Le Havre do Marseille a podepsal smlouvu na čtyři a půl roku. Za Marseille debutoval 5. ledna 2014 v zápase Coupe de France proti Remeši a udržel čisté konto při domácí výhře 2:0. 17. května 2014 pak odehrál své první, a zároveň jediné, ligové utkání v dresu Marseille, a to v rámci posledního kola sezóny proti EA Guingamp (výhra 1:0). Ve zbytku svého angažmá plnil roli brankářské dvojky za Stevem Mandandou.

#### AS Nancy (hostování)
Dne 9. července 2015 odešel Samba na roční hostování do druholigového Nancy. Během sezóny 2015/16 však odchytal jen 2 ligová utkání na přelomu ledna a února 2016.

### SM Caen
Samba po vypršení své smlouvy v Marseille odešel v létě 2017 do SM Caen. I zde však ve své první sezóně plnil jen roli dvojky za zkušeným Rémym Vercoutrem, a tak odchytal jen 4 ligová utkání.
Vercoutre však po sezóně ukončil svou hráčskou kariéru a Samba se stal novým brankářem první volby. V sezóně 2018/19 nevynechal ani jednu minutu v Ligue 1 a udržel 9 čistých kont, nedokázal však zabránit sestupu Caen do Ligue 2.

### Nottingham Forest
Dne 7. srpna 2019 přestoupil Samba do anglického Nottinghamu Forest, s nímž uzavřel čtyřletou smlouvu. Samba debutoval za Forest 13. srpna 2019 při vítězství 1:0 v EFL Cupu nad Fleetwoodem Town. V lize nejdříve plnil roli dvojky, v pátém kole však mezi tyčemi nahradil Arijaneta Murice a své místo v brance si udržel až do konce sezóny. 8. září 2020 byl Samba za své výkony odměněn zařazením do nejlepší jedenáctky Championship za sezónu 2019/20.
Samba byl klíčovým hráčem Nottinghamu i v následujících dvou sezónách a svými výkony pomohl klubu k postupu do play-off v sezóně 2021/22. V semifinále play-off Samba chytil tři penalty v penaltovém rozstřelu proti Sheffieldu United a poslal Forest do finále proti Huddersfieldu Town. Následně nastoupil i ve finále a po dalším skvělém výkonu dovedl Nottingham k výhře 1:0 a k návratu do Premier League po 23 letech.

### RC Lens
Dne 5. července 2022 přestoupil Samba do francouzského RC Lens. Ve své první sezóně byl neotřesitelnou brankářskou jedničkou a 15 čistými konty v 37 ligových zápasech měl velký podíl na senzačním druhém místě v tabulce Ligue 1; klub si tak poprvé po 20 letech od sezóny 2002/03 a potřetí v historii klubu zajistil účast v Lize mistrů. Na konci sezóny byl vyhlášen nejlepším brankářem Ligue 1 a zároveň byl zařazen do nejlepší jedenáctky sezóny. V září 2023 se ocitl v desetičlenné nominaci na Jašinova trofej pro nejlepšího brankáře světa.

## Reprezentační kariéra
Samba se narodil v Konžské republice a má konžské i francouzské občanství.
V březnu 2023 byl poprvé povolán do francouzské reprezentace na kvalifikační zápasy proti Nizozemsku a Irsku. Svého reprezentačního debutu se dočkal 16. června 2023 při výhře 3:0 nad Gibraltarem.